# Ciudad Negra de Bakú
Ciudad Negra de Bakú (en idioma azerí:Qara Şəhər), es el nombre general de los barrios del sureste de Bakú, que una vez formaron sus suburbios. A finales del siglo XIX y principios del XX se convirtió en el principal emplazamiento de la industria petrolera de Azerbaiyán. En un cambio de nombre deliberadamente irónico, el área está siendo desarrollada como Ciudad Blanca.

## Historia

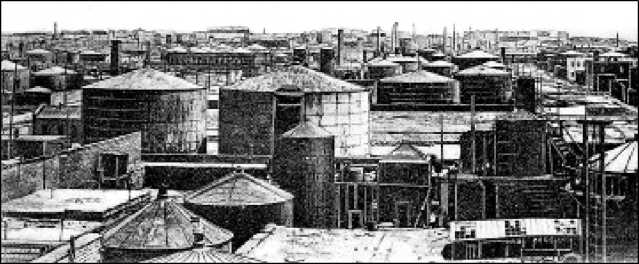
Ciudad Negra en 1913.

### Antecedentes
Bakú se incorporó al Imperio Ruso en 1813 bajo el Tratado de Gulistán. En esa época era un pequeño pueblo de 10.000 habitantes. El primer pozo de petróleo del mundo fue perforado en Bakú en 1847/1848, y pronto fue seguido por muchos más. Las primeras refinerías de petróleo se construyeron en 1859 en los suburbios de la ciudad. En la década de 1860, los yacimientos de Bakú representaban el 90% del suministro mundial de petróleo. Los edificios industriales llegaron a ocupar gran parte de la ciudad. Las plantas y fábricas eran peligrosas para la población debido a la contaminación del aire de sus chimeneas. La presión pública obligó a las autoridades provinciales a considerar el desarrollo de una zona industrial separada. En 1870, las autoridades sugirieron que se asignaran tierras de pastoreo al este de la ciudad para la construcción de refinerías de petróleo. En 1872 había casi sesenta refinerías en Bakú que producían queroseno. Se aprobó una ley que prohibía la construcción de nuevas plantas en la ciudad y asignaba un nuevo distrito fuera de los límites de la ciudad para las refinerías.

### Fundación y desarrollo

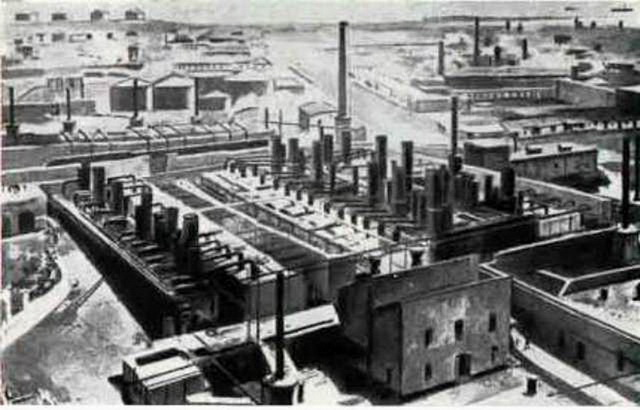
Refinería Branobel finales de 1880.

En 1874 había 123 refinerías en lo que se conocería como la Ciudad Negra. El distrito de la refinería estaba a unos 13 km de los puertos de embarque, y en 1876 se completó un plan de áreas industriales. Algunas de las granjas y pastizales de la aldea vecina de Keshla se dividieron en zonas para reemplazar las fábricas que habían sido desmanteladas en la ciudad. La nueva zona industrial estaba a 2 kilómetros de las zonas residenciales. Para evitar una mayor contaminación, la nueva ley de zonificación prohibió la construcción de refinerías de petróleo dentro de la zona residencial. Para 1880, había 118 negocios industriales en funcionamiento en la zona de la Ciudad Negra.
La mayoría de los trabajadores petroleros de Bakú vivían en la zona. El suburbio también albergaba oficinas de compañías petroleras, talleres y viviendas para los trabajadores asociados. Las condiciones de vida eran muy malas en contraste con las de la ciudad de Bakú próxima. Los residentes ricos optaron por instalarse en el centro de la ciudad, donde se prohibió la extracción y las refineríaa de petróleo. La zona pasó a ser conocida como Ciudad Negra (ruso: Чёрный город) debido al humo negro y el hollín procedentes de las fábricas y refinerías de petróleo:

Todo es negro; las paredes, la tierra, el aire y el cielo. Puedes sentir el aceite e inhalar los vapores, y el hedor te ahoga. Caminas entre nubes de humo que cubren el cielo.

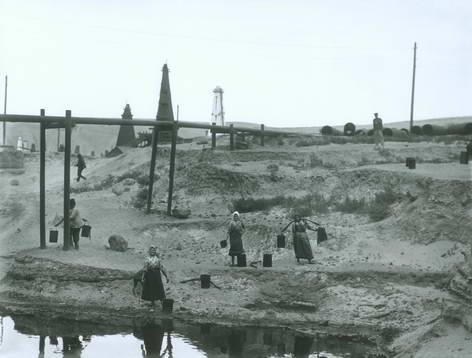
Oleoducto fuera de la Ciudad Negra, 1905.

En 1878, los hermanos Nobel construyeron el primer oleoducto en el Imperio ruso. Tenía 9.0 km de largo y 51 mm de diámetro, y podía entregar casi 10,000 barriles por día. El crudo fue bombeado desde los pozos de petróleo a los tanques centrales de almacenamiento en Balakhani, y desde allí a las refinerías. El costo de la construcción se recuperó en el primer año de operación. Otras compañías pronto siguieron el ejemplo de los Nobel.
Los hermanos Nobel fundaron la Sociedad de Extracción de Petróleo de los Hermanos Nobel en 1879, y pronto tuvieron el control del 75% de la industria petrolera en Bakú. A partir de octubre de 1885, la mayoría de las refinerías de Bakú se encontraban en la Ciudad Negra. El aceite fue movido por tuberías de 4 a 6 pulgadas (100 a 150 mm) de diámetro que descansaban en el suelo y se ajustaban a su curvatura. Había doce depósitos en total, dos de los cuales eran propiedad de los Nobel. Las refinerías más pequeñas tuvieron que hacer uso de las reservas propiedad de las empresas más grandes.

### Evolución posterior
Balakhany era una zona rica en petróleo a 14 km de la ciudad de Bakú.  El explorador sueco Sven Hedin visitó los campos petrolíferos de Balakhany en 1890. Había entonces 410 pozos, de los cuales los Nobel poseían 116, la mayoría de 220 a 270 m de profundidad. Uno de los pozos Nobel brotaba 150.000 puds por día, y los Nobels bombeaban 230.000 puds de crudo cada día en Ciudad Negra a través de dos líneas, la más grande con un diámetro de 610 mm. Los Nobel producían 60.000 puds de aceite refinado al día.
Cuando la Ciudad Negra comenzó a crecer más allá de sus fronteras, los industriales petroleros comenzaron a buscar nuevas áreas convenientes para satisfacer sus necesidades. Pronto surgió una nueva zona industrial al este de Ciudad Negra que se conoció como Ciudad Blanca. A finales de 1902, se construyeron aquí hasta 20 grandes refinerías de petróleo y empresas comerciales relacionadas con el petróleo, como Mantashev and Co, Caspian-Black Sea Society y la planta química de Shibayev. 
A diferencia de la Ciudad Negra, la Ciudad Blanca albergaba refinerías más modernas y de mejor funcionamiento y, por lo tanto, la zona no estaba tan contaminada. En 1882-1883, los hermanos Nobel fundaron una comunidad industrial en la frontera de Ciudad Negra y Ciudad Blanca llamada Villa Petrolea. En 1905, la mayoría de las refinerías de petróleo de Bakú estaban ubicadas allí.
James Dodds Henry escribió en 1905 que la Ciudad Negra y la Mezquita Bibi-Heybat eran los únicos «puntos negros» de Bakú. Bakú era una de las ciudades más duras del Imperio Ruso. Cuando era joven, Iósif Stalin pasó un tiempo allí en el siglo XX, donde se alió con bandas de delincuencia organizada contra los magnates del petróleo. Se dijo que un terreno baldío en Ciudad Negra estaba controlado por una banda. Stalin «hizo un acuerdo con la pandilla únicamente para dejar pasar a los bolcheviques, no a los mencheviques. Los bolcheviques tenían contraseñas especiales». Otra historia dice que Stalin estuvo detrás del lucrativo secuestro del magnate petrolero Musa Nagiyev. Stalin también organizó huelgas en los campos petroleros, y los bolcheviques distribuyeron su periódico Iskra a través de la red de transporte de petróleo.

## Planificación
El plan para la Ciudad Negra marcó la primera vez en la historia de la planificación urbana rusa que el diseño de una zona urbana se basaba en el principio de la construcción simétrica. Las manzanas de Ciudad Negra estaban dispuestas en una cuadrícula rectangular con calles anchas y rectas. Una de las carreteras terminaba en una plaza que daba a los numerosos muelles de la zona. Esto era muy diferente de la distribución del centro de Bakú, con sus pequeñas manzanas y una red de calles estrechas. La zona industrial creció de sur a norte y eventualmente ocupó el área rural que separaba la Ciudad Negra de Balakhany. Después de drenar las marismas costeras y recuperar la tierra, la zona costera de Ciudad Negra comenzó a ser utilizada también.
En las décadas que siguieron a su construcción inicial, el plan de carreteras de la Ciudad Negra no cambió. El área construida fue renovada y reemplazada de acuerdo a los requerimientos tecnológicos de la época.

## Situación actual
En 1993, la región de Bakú únicamente producía alrededor del 2% del petróleo crudo en los países de la antigua Unión Soviética, principalmente a partir de pozos en el mar. La Ciudad Negra todavía contiene un gran parque establecido por Ludvig y Robert Nobel. Sin embargo, un libro de 2009 describía un escenario desolado de pozos petrolíferos abandonados, basura y contaminación en las cercanías de la ciudad Negra, sin rastro de vegetación.

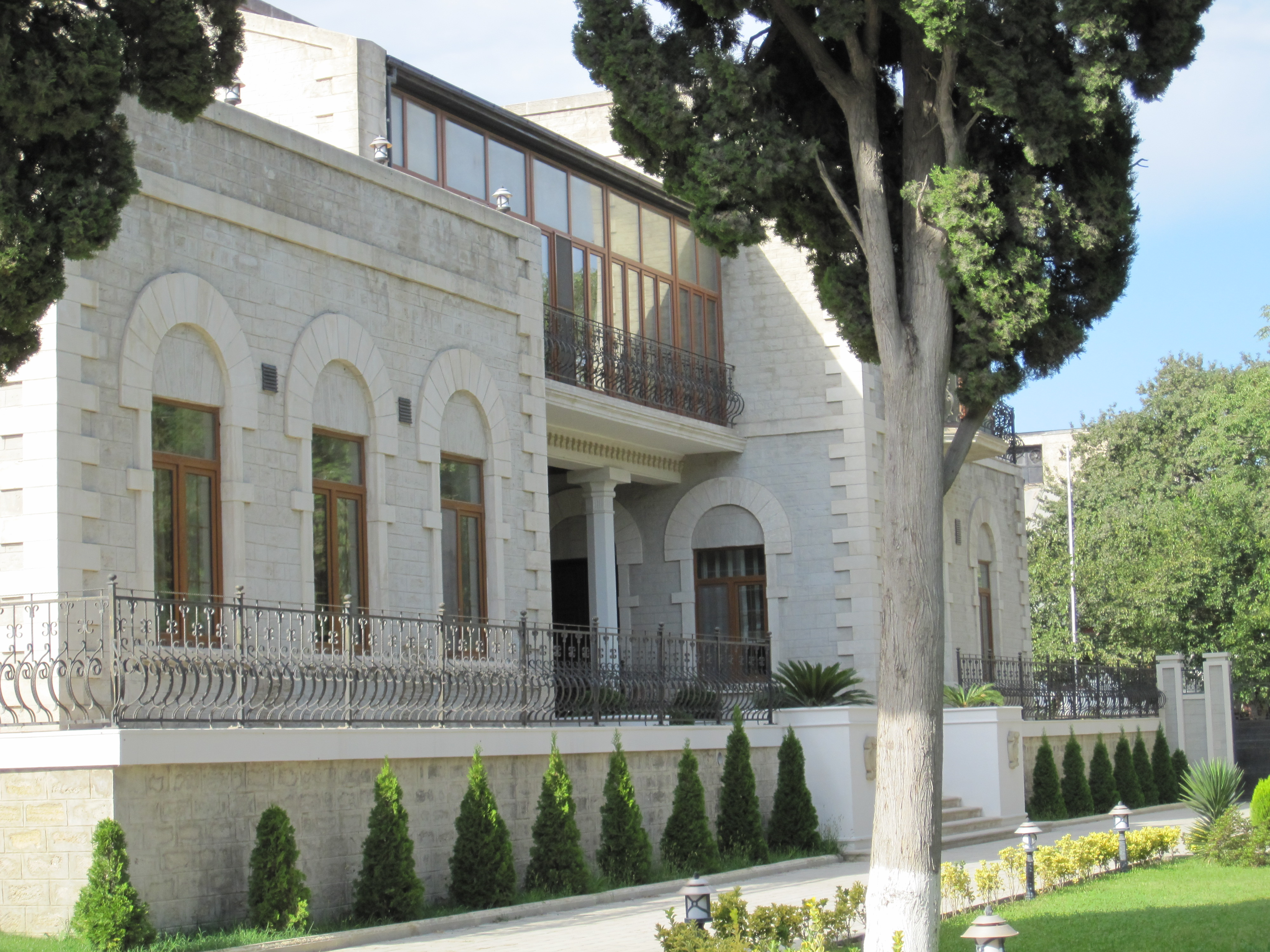
Villa Petrolera, convertida en Museo de los Hermanos Nobel.

La Villa Petrolea, antigua residencia de los hermanos Nobel, estaba vacía y abandonada,  antes del inicio de un programa de restauración, organizado entre 2004 y 2007 por una organización pública llamada Fondo del Patrimonio Nobel de Bakú. La reconstruida Villa Petrolea alberga ahora el Club del Nobel del Petróleo de Bakú, un Salón Internacional de Conferencias y el Museo de los Hermanos Nobel, el primer museo Nobel fuera de Suecia.

## Futuros planes
Un plan maestro para la reurbanización de una antigua zona industrial de 221 hectáreas como "Ciudad Blanca" prevé la construcción de 10 barrios urbanos para albergar a unos 50.000 residentes y crear un espacio de trabajo para 48.000 puestos de trabajo. El proyecto está siendo ejecutado conjuntamente por Atkins y Foster and Partners. Habrá 39 hectáreas de parques y jardines ajardinados, aproximadamente una tercera parte de la superficie total de Hyde Park en Londres, y los planes sugieren la provisión de 40.000 plazas de aparcamiento para coches.  El frente costero extenderá al Bulevard Bakú otros 1,3 km y planea incluir una noria de 65 m, un jardín de fuentes de 4 hectáreas y toda una serie de edificios «emblemáticos» para asegurar que el ambiente no se sienta demasiado homogéneo. Debería haber un vasto centro de entretenimiento, un centro comercial y dos nuevas estaciones de metro: una central con salidas en Nobel pr y otra estación de intercambio en el borde norte de la reurbanización en Babek pr.

## Impacto cultural
- White and Black Cities, un cortometraje de 1908. La película incluye escenas de un espectacular incendio en un pozo de petróleo, una de las varias películas que registran el drama de la industria petrolera de Bakú. En ese momento, tales eventos eran vistos como inevitables subproductos del progreso.[27]
- The Black City una novela de Boris Akunin (2012).